# 徳佐村
徳佐村（とくさそん）は、かつて山口県阿武郡の南東部に存在した村。
1955年（昭和30年）4月1日に新設合併で阿東町となり消滅した。現在は山口市阿東地区中部の一地域となっている。

## 地理
山口県のほぼ中央、中国山地に囲まれた地域でありリンゴ園や観光牧場、花見などが盛んな地域。

## 歴史
- 1889年（明治22年）4月1日 - 町村制の施行により、徳佐上村・徳佐中村・徳佐下村の区域をもって発足。
- 1955年（昭和30年）4月1日 - 篠生村・生雲村・地福村・嘉年村と合併して阿東町が発足。同日徳佐村廃止。